# Sigvatr Sturluson
Sigvatr Sturluson (hacia 1170-1238) fue un escaldo y goði de Eyjafjörður, Islandia, miembro del clan Sturlungar. Sus padres fueron Sturla Þórðarson de Hvammr y Guðný Böðvarsdóttir. Su hermano más joven, era el famoso poeta e historiador Snorri Sturluson. Snorri creció lejos de su hogar, en Oddi, mientras Sighvatr y el hermano mayor Þórð(u)r crecieron en Hvammr. No se sabe mucho sobre su vida, salvo que fue un férreo opositor del obispo Guðmundur Arason. Casó con la hermana de Kolbeinn Tumason, Halldóra Tumadóttir, con quien tuvieron tres hijas y siete hijos, entre ellos Þórðr kakali, Steinvör Sighvatsdóttir y Sturla Sighvatsson, este último conocido por su liderazgo durante la guerra civil islandesa, un periodo conocido como Sturlungaöld.
También aparece como personaje histórico en la saga Sturlunga, una de las fuentes primarias que citan su obra. Solo dos estrofas del trabajo de Sighvatr han sobrevivido: la primera trata del asesinato de Hallur Kleppjárnsson por Kálfur Guttormsson en 1212, y la segunda trata de un sueño antes de su muerte en la batalla de Örlygsstaðir en 1238. 